# Katedra w Southwark
Katedra w Southwark (ang. Southwark Cathedral, lub The Cathedral and Collegiate Church of St Saviour and St Mary Overie) – katedra Kościoła Anglii znajdująca się w Londynie, w dzielnicy Southwark. Mieści się na południowym brzegu rzeki Tamizy, blisko mostu London Bridge. Jest kościołem matką dla diecezji Southwark. Od przeszło 1000 lat jest miejscem kultu chrześcijańskiego, ale godność katedry posiada dopiero od 1905 roku, gdy utworzono wspomnianą wyżej diecezję.
W latach 1106–1538 katedra była kościołem klasztornym augustianów, zwanym Southwark Priory, poświęconym Najświętszej Maryi Pannie. Po rozwiązaniu klasztorów świątynia otrzymała godność kościoła parafialnego i nowe wezwanie świętego Zbawiciela. Kościół należał do diecezji Winchesteru do 1877 roku, kiedy to parafia świętego Zbawiciela razem z innymi parafiami południowego Londynu została włączona do diecezji Rochester. Obecna budowla zachowała podstawową formę gotyckiej konstrukcji, wzniesionej w latach 1220–1420, chociaż nawa główna jest efektem przebudowy wykonanej w XIX wieku.